# Ливонский орден

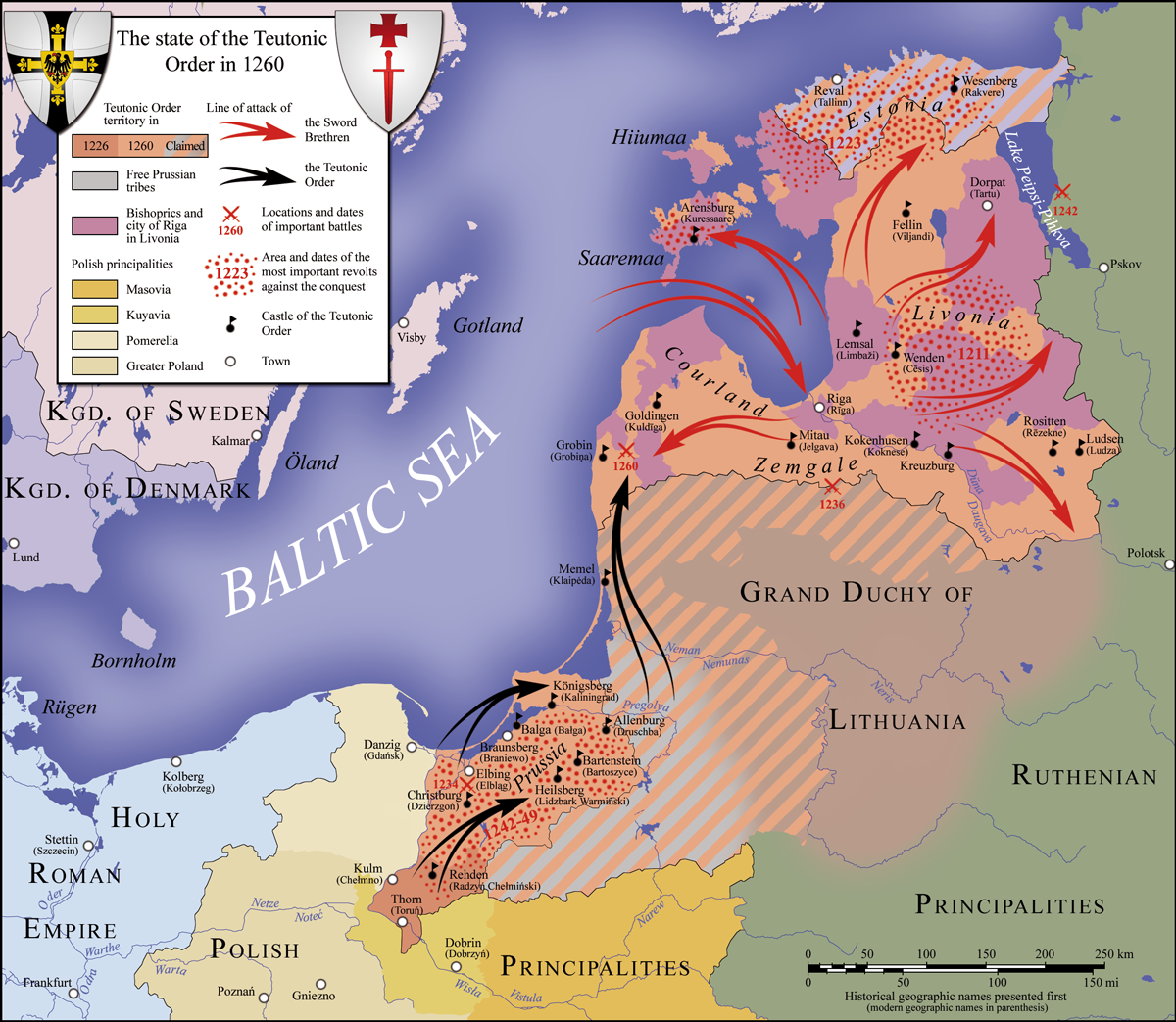
Земли Тевтонского ордена в XIII веке

Прибалтика в первой половине XVI века

Ливо́нский о́рден (полное название — «братство рыцарей Христа Ливонии», лат. Fratres militiae Christi de Livonia, нем. Brüder der Ritterschaft Christi von Livland) — отделение (ландмейстерство) Тевтонского ордена в Ливонии в 1237—1561 годах.
Образован в 1237 году из остатков разгромленного язычниками-жемайтами Ордена меченосцев. Имел широкую автономию. Резиденцией магистра ордена служил Венденский замок.
В середине XVI века в ходе Ливонской войны орден потерпел ряд поражений от русских войск, после чего по Виленскому договору 1561 года прекратил своё существование.

## Основание
Ливонский орден начал формироваться в 1237 году из остатков Ордена меченосцев после того, как тот потерпел крупное поражение от жемайтов в битве при Сауле. После потери в битве магистра и примерно трети рыцарей католические колонизаторы нуждались в военной силе для защиты захваченных ими земель, для чего было решено соединить Орден меченосцев с Тевтонским орденом. Однако для этого требовалось согласие датского короля Вальдемара II, у которого меченосцы в результате походов 1225 и 1227 годов отвоевали принадлежавшие Дании территории Северной Эстонии, включая крепость Ревель (ныне Таллин). Датчане в ответ стали задерживать корабли с крестоносцами в порту Любека, препятствуя притоку свежих сил рыцарей в Ливонию.
Дания была необходима как союзник папе римскому Григорию IX в конфликте с германским императором Фридрихом II из-за Ломбардии. В переговорах папы с императором посредничал магистр Тевтонского ордена Герман фон Зальца, который ждал от папы буллу об объединении Орденов. Папа настоял, чтобы его легат Вильгельм Моденский добился включения требований Дании в договор, который и был подписан в Стенсби 7 июня 1238 года. Таким образом появилось Ливонское ландмейстерство Тевтонского ордена (или Ливонский орден). Упомянутый договор предусматривал союзнические обязательства Ливонского ордена и Дании и утверждал орден как главную военную силу на берегах восточной Балтики.
Орден вёл войны против Литвы и Руси. История ордена подробно описана Генрихом в его Хронике Ливонии, а также в Ливонской рифмованной хронике.
Членами ордена были «братья-рыцари» (воины), «братья-священники» (духовенство) и «служащие-братья» (оруженосцы-ремесленники). Отличительным знаком его членов являлась белая мантия с красным крестом и мечом на ней.

## Борьба с балтийскими племенами
Первоначально каждая из сторон Договора в Стенсби решала свои задачи: датчане договаривались с обосновавшимися в Эстляндии немецкими феодалами, Ливонский орден подавлял восстания эстов (на острове Эзель) и куршей.
В конце 1240 года удалось добиться согласия папы об объявлении крестового похода против эстов, завершившегося подписанием договора в 1241 году. Сопротивление куршей удалось подавить только в середине 1240-х годов.
Поскольку магистр Ливонского ордена Герман фон Балк одновременно являлся и магистром Тевтонского ордена в Пруссии, его внимание было отвлечено на войну с пруссами, которая сама по себе не позволяла отправить сильный рыцарский контингент в Ливонию. Помня сокрушительное поражение под Сауле, Орден также опасался нападения литовцев, которые выступали союзниками как пруссов, так и куршей.

### Поиски союза с Александром Невским
В промежутке между концом 1237 и апрелем 1239 года Ливонский орден снарядил посольство в Новгород во главе с рыцарем Андреасом фон Вельвеном (в Житии Александра Невского Андреас назван Андреяшем). Предполагается, что посольство должно было представить Орден в качестве новых соседей и одновременно узнать, не собираются ли новгородцы поддержать восставших эстов, как это случилось в 1223—1224 годах. Возможно, ливонцы могли просить князя Александра Ярославича о совместных действиях против литовцев, которые досаждали новгородским землям не меньше, чем Ордену.

## Походы на Русь (1240—1242)
Посягательства Ордена на новгородские земли во многом были обусловлены слухами о разорении Батыем русских земель, что давало рыцарству надежду на относительно лёгкую победу.
Поход Ливонского ордена 1240 года в Псковскую землю инициировал епископ Дорпата Герман Буксгевден в связи с претензиями на псковский престол князя Ярослава Владимировича, связанного с ним родственными связями: его сестра была замужем за Теодорихом, братом дорпатского епископа Германа и с 1224 года владельцем земли в окрестностях Оденпе (Медвежья Голова). Там же владел землями зять Германа, Энгельберт фон Тизенгаузен. С помощью этих родственников Ярослав уже пытался захватить Изборск в 1233 году.
Военные сборы завершились не позже 1 сентября, а 16 сентября рыцари захватили Изборск, разбили псковичей на подступах к Пскову и в результате осады и измены посадника Твердилы взяли город, посадив на престол Ярослава Владимировича и поставив для надзора за ним двух своих наместников (фогтов).
В 1242 году Ливонский орден в составе Тевтонского ордена участвовал в походе против Новгорода и потерпел поражение в Ледовом побоище, потеряв по итогам Псков, вернувшись к прежним границам.

## Орден в XIII—XV веках

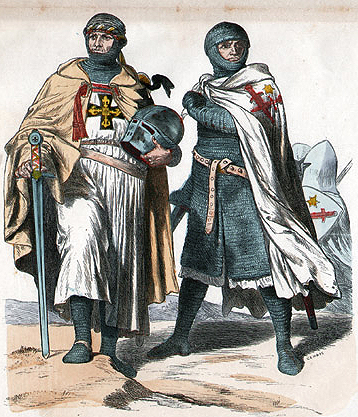
Ливонские рыцари

В 1260 году Орден потерпел разгромное поражение от литовцев и куршей, послужившее толчком к началу антинемецких восстаний покорённых ранее язычников и приостановившее дальнейшую экспансию Тевтонского ордена.
В 1268 году Орден участвовал в битве при Везенберге с новгородцами и потерпел поражение.
В 1275 году Орден получил от императора Священной Римской империи Рудольфа I Габсбурга специальные привилегии, позволяющие вершить суд в Риге.
В 1283 году ливонский ландмейстер Виллекин де Эндорп основал на территории современной Эстонии город Феллин (ныне Вильянди), который впоследствии стал одним из главных городов ливонского ландмейстерства.
В 1284 году был заключён договор Новгорода с Ливонским орденом.
В 1346 году Орден выкупил Эстляндское герцогство с городами Ревелем (ныне Таллин) и Нарвой у датского короля Вальдемара IV Аттердага.
В 1362 году Орден принял участие в походе Тевтонского Ордена на литовский город-крепость Ковно. В результате осады крестоносцы взяли город, после чего покинули его. 
В 1398 году Орден заключил Салинский договор с Великим княжеством Литовским о совместной борьбе против Пскова и Новгорода.
В 1406 году началась трёхлетняя война со Псковом, в результате которой Орден был вынужден отказаться от завоевания Псковской земли.
В 1410 году Тевтонский орден потерпел сокрушительное поражение от объединённого польско-литовского войска в Грюнвальдской битве. Разгром привёл к упадку Ордена, однако ливонская ветвь ордена в битве не участвовала и сумела избежать её катастрофических последствий.
В 1421 году подписан торговый договор Новгорода с Ливонским орденом. Мир оказался непрочным, и в 1444 году вспыхнула война Ордена с Новгородом и Псковом, продолжавшаяся до 1448 года.
В 1435 году Ливонский орден, вмешавшийся в гражданскую войну в Великом княжестве Литовском на стороне Свидригайло, потерпел поражение в решающей битве под Вилькомиром. Поражение в битве ухудшило положение Ливонского ордена и способствовало заключению договора об образовании Ливонской конфедерации, в которую, помимо Ордена, вошли Рижское архиепископство, епископства Дерптское, Эзель-Викское, Ревельское, Курляндское, а также ливонские города и сословия.
В январе 1480 года Ливонский орден атаковал псковские земли, взяв крепость Вышгородок и перебив всех её жителей. После осады Гдова псковичи обратились за помощью к московскому князю, который прислал войско, в феврале 1480 года вместе с псковской ратью вторгшееся в Ливонию и захватившее Юрьев. После этого весной-осенью ливонцы предприняли новые нападения на Псков и Изборск, на что русские ответили зимним походом 1481 года, когда были захвачены замки Тарвасту и Каркус и осаждена крепость Феллин. После завершения этой русско-ливонской войны подписан мирный договор, согласно которому Дерптское епископство должно было ежегодно уплачивать так называемую юрьевскую дань Пскову в размере одной гривны (равнявшейся одной немецкой марке или 6 венгерским золотым) с души (юрьевская дань).
В 1492 году для торговли с Европой в обход портов Ливонии (Риги, Колывани, Нарвы) напротив немецкой крепости Нарва был основан Ивангород.
В 1500 году был заключён антимосковский договор между Литвой и Ливонским орденом. Во время войны 1501—1503 годов в 1501 году орден разгромлен русскими войсками в битве под Гельмедом около Дерпта.

## Политические предпосылки ослабления
В начале XVI века верхушка ордена обзавелась в Ливонии и Эстляндии крупными земельными наделами и контролировала важнейшие торговые пути и гавани на побережье Балтийского моря. Нужды торговли побуждали сопредельные страны (Королевство Польское, Великое княжество Литовское, Великое княжество Московское, Швеция, Дания) заполучить эти позиции, которые орден из-за ослабления в многочисленных военных конфликтах XV—XVI веков защитить уже не мог).
Формально Ливонский орден являлся вассалом императора Священной Римской империи, однако никакой поддержки от него не получал.
Территорию Ливонии раздирали и внутренние конфликты с четырьмя другими крупными землевладельцами: архиепископом Рижским и епископами Курляндским, Дерптским и Эзель-Викским. Хотя они вместе с орденом создали в XV веке Ливонскую конфедерацию, единства в политической линии у них не было. Одна из партий считала, что нужно сохранять независимость и просить поддержки у германских князей; другие стремились к заключению военного союза или даже унии с Польшей; третьи обращали взоры на Швецию. Объединяло политиков Ливонии только враждебное отношение к России, которая с периода царствования Иоанна III Васильевича (1462—1505) стремилась заполучить выход к торговым путям на Балтийском море.
В 1554—1557 годах между политическими силами Ливонской конфедерации разгорелась междоусобная война, поводом к которой был конфликт рижского архиепископа Вильгельма Бранденбург-Ансбахского (1539—1561) и ландмейстера Ливонского ордена Генриха фон Галена (ок. 1480—1557) из-за назначения коадъютором первого родственника польского короля Сигизмунда II Августа, герцога Христофора Мекленбург-Шверинского. Гален расценил это как движение к передаче Ливонии под власть Польши и на ландтаге объявил войну архиепископу.
Гален назначил своим коадъютором сторонника независимости ордена Иоганна Вильгельма фон Фюрстенберга, после чего претендовавший на этот пост маршал ордена Каспар фон Мюнстер перешёл в стан противника, архиепископа Вильгельма. Будучи приверженцем союза с Польшей, дипломат и комтур Динабурга Готхард Кетлер в этой междоусобице тем не менее сохранил верность руководству ордена и в 1556 году отправился в германские земли вербовать ландскнехтов. Несколько переправленных им отрядов сформировали войско во главе с Фюрстенбергом, которому летом 1556 года удалось пленить архиепископа и захватить многие его владения. Это спровоцировало ответные действия короля Сигизмунда, выдвинувшего к границам Ливонского ордена крупную армию весной следующего года. Под таким давлением Фюрстенберг в мае[когда?] 1557 года был вынужден заключить в Посволе мирный договор с противником, признав все его права и обязавшись возместить нанесённый ущерб. В заключении этого договора посредническую роль сыграл Кетлер: находясь во время переговоров в Германии, он через своих сторонников убеждал Фюрстенберга и руководство ордена пойти на компромисс.
В итоге в сентябре 1557 года между Ливонским орденом и Польшей был заключен официальный военный союз.

## Ликвидация ордена

Раздел Ливонии Данией, Речью Посполитой и Швецией

В 1503 году Иван III заключил с Ливонской конфедерацией перемирие на шесть лет, в дальнейшем продлевавшееся на тех же условиях в 1509, 1514, 1521, 1531 и 1534 годах. Из положений договора, Дерптское епископство должно было ежегодно уплачивать юрьевскую дань Пскову. Договоры Москвы с Дерптом XVI века традиционно упоминали о «юрьевской дани», но фактически по ней накопился долг. Во время переговоров в 1554 году Иван IV потребовал выполнения возврата недоимок, отказа Ливонской конфедерации от военных союзов с Великим княжеством Литовским и Швецией и продолжения перемирия.
Первая выплата долга за Дерпт должна была состояться в 1557 году, однако Ливонская конфедерация не выполнила своё обязательство. В феврале этого года ливонские послы потребовали отменить уплату «юрьевской дани», что было отвергнуто царём.
Весной 1557 года на берегу Нарвы царь Иван IV заложил порт. Однако Ливония и Ганзейский союз не пропускали европейских купцов в новый русский порт, и те были вынуждены ходить, как и прежде, в ливонские порты.
Заключение наступательного и оборонительного Позвольского мира между Речью Посполитой и Ливонской конфедерацией в сентябре 1557 года противоречило условиям, оговорённым Иваном IV на переговорах 1554 года: этот договор носил явный антирусский характер.
В декабре 1557 года в Москву явилось новое посольство ливонцев, достигнув соглашения об оплате долга в размере 30 тысяч венгерских золотых или 45 тысяч талеров, или 18 тысяч рублей, а в дальнейшем об уплате одной тысячи венгерских золотых ежегодно. Однако эти обязательства ливонцы тоже не выполнили.
В 1558 году русский царь Иван IV начал войну с Ливонской конфедерацией. Немногочисленные войска Ордена не могли вести успешную войну с Русским царством, были потеряны многие города и замки, в том числе Нарва и Дерпт. В этих условиях новый ландмейстер Готхард Кетлер пошёл на заключение вассального договора с Великим княжеством Литовским. Согласно Виленскому договору 1561 года, земли Ливонского ордена были секуляризованы, часть земель отходила в непосредственное владение Великого княжества Литовского, а на остальной формировалось вассальное по отношению к нему секулярное герцогство Курляндия и Семигалия, правителем которого и становился Кетлер. Таким образом Ливонский орден был ликвидирован, а его земли стали ареной борьбы и объектом экспансии со стороны Великого княжества Литовского (с 1569 года — Речи Посполитой), России, Швеции и Дании.

## Магистры
Магистры Ливонского ордена назначались Тевтонским орденом и являлись воинскими и светскими руководителями его отделения в Ливонии. Последний магистр Готхард Кетлер отказался от католичества и стал лютеранином, а затем первым наследственным герцогом Курляндии и Семигалии, в свою очередь, рыцарская верхушка образовала парламент — ландтаг.
5 марта 1562 года в Риге Кетлер принес ленную присягу на верность польскому королю и передал символы орденской власти — крест и ключи — уполномоченному польского короля. Таким образом, Ливонское ландмейстерство Тевтонского ордена вошло в польско-литовское государство, которое обязалось защищать Ливонию от врагов, обеспечить всем сословиям свободу вероисповедания; не допускать евреев в торговлю, а также в дела сбора налогов и таможенных пошлин. Польский король обещал сохранить немецкое управление и должности для уроженцев «немецкого происхождения и языка».